# Kikolo (Mbinga TC)
Kikolo ist ein Verwaltungsbezirk (Ward) des Distrikts Mbinga (TC) in der tansanischen Region Ruvuma.

## Geografie
Kikolo liegt im Südwesten von Tansania etwa 20 Kilometer Luftlinie südöstlich der Distrikthauptstadt Mbinga. Das Gebiet ist gebirgig in einer Höhenlage zwischen 1000 und 1400 Meter. Der Bezirk grenzt im Norden an Kilimani und Kitanda, im Osten an Kihungu, im Süden an Mpepai und im Westen an Mbangamao. Bei der Volkszählung 2022 lebten 6248 Menschen in 1461 Haushalten auf einer Fläche von 93 Quadratkilometern.

## Gliederung
Der Bezirk besteht aus vier Gemeinden (Mtaa) mit 23 Orten (Kitongoji):
| Luhehe - Luhehe Kati - Temeke - Luhehe - Makondeko - Ng'ambo | Njomolole - Handeni - Njomlole - Uyole - Machimbo | Kikolo - Magomeni - Kikolo Kati - Laini - Kilombero - Machimbo - Migombani - Kitete A - Kitete B - Magomeni | Uzena - Kilanga - Mipuga - Uzena A - Uzena B - Mlandizi |

## Infrastruktur
- Bildung: Im Bezirk gibt es eine weiterführende Schule.[7] Die Kikolo Secondary School ist eine staatliche koedukative Schule mit einer Ausbildung bis zur 4. Stufe.[8]
- Gesundheit: In den drei Gemeinden Kikolo, Luhehe und Uzena liegt je eine staatliche Apotheke.[9][10][11]